# إقليم شنقيط
إقليم شنقيط أو شنگيط، هو إقليم يقع في الجهة الشرقية من ولاية أدرار بموريتانيا والتسمية التاريخية لموريتانيا قبل الاستعمار.

## تاريخ

إقليم شنقيط في عهد الدولة المرابطية مطلع القرن 12م

وكانت المنطقة مهد حركة المرابطين الإصلاحية، والتي تعود إلى القرن الحادي عشر وقد نشرت نمطها من الإسلام من منطقة الصحراء وحتى شمال أفريقيا. وشكلت قبائل الحسانية والقبائل البدوية الأمازيغية العديد من الاتحادات الإقليمية القوية.
كان الإقليم جزءً من الدولة المرابطية (1056 – 1147م)، ومن الدولة السعدية أواخر القرن 16م، غير أن الإقليم لم يتبع أي من الدول التي حكمت المغرب من القرن الثاني عشر حتى القرن السابع عشر.

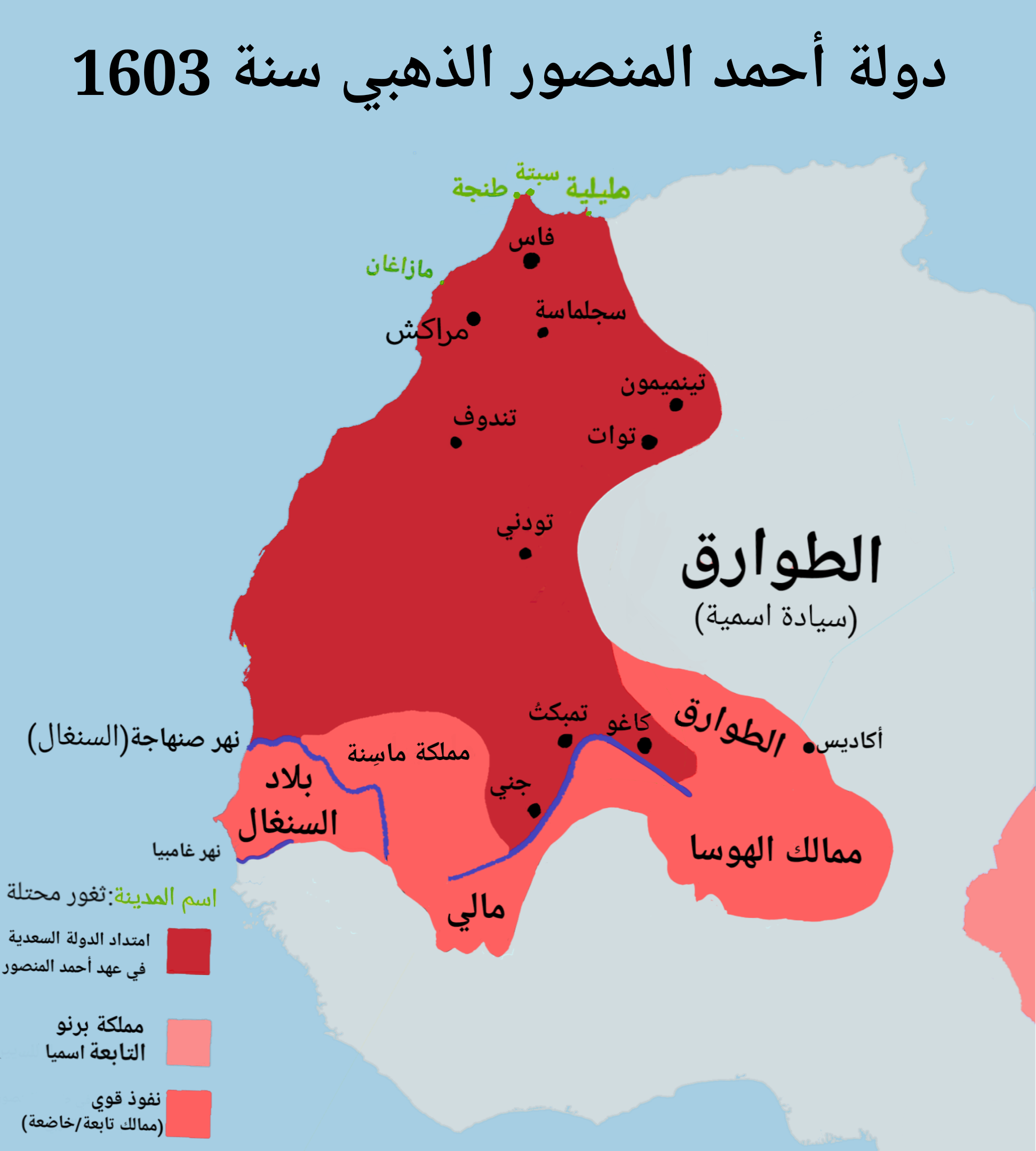
إقليم شنقيط خلال عهد الدولة السعدية أواخر القرن 16م

حكمت سلالة العلويين الإقليم ما بين القرن 17-19؛ طالب المغرب بضم موريتانيا مباشرة بعد استقلاله، وهذه الخطوة لُقيت دعما من بعض الدول العربية[من؟] وترحيبا من أعيان القبائل الموريتانية آنذاك من خلال البيعة. أعترف المغرب باستقلال موريتانيا سنة 1969 بشكل رسمي.[بحاجة لمصدر] وأصبحت موريتانيا عضو في الأمم المتحدة سنة 1961، وانضمت إلى الجامعة العربية سنة 1973. إقليم شنقيط يتبع لموريتانيا منذ إستقلالها عن فرنسا سنة 1960.

## حجج المغرب في المطالبة بالإقليم
جزء من خطاب الملك محمد الخامس سنة 1958.
| إقليم شنقيط | سنواصل العمل بكل ما في وسعنا لاسترجاع صحرائنا، وكل ما هو ثابت لمملكتنا بحكم التاريخ ورغبات السكان، وهكذا نحافظ على الأمانة التي أخذنا على أنفسنا بتأديتها كاملة غير ناقصة | إقليم شنقيط |

### حجج تاريخية

إقليم شنقيط في عهد الدولة العلوية ما بين القرن 17-19م.

امتدت سيادة سلاطين وملوك المغرب الروحية والزمنية إلى نهر السنغال منذ فترة العلويين من خلال البعثات والسرايا التي ترسل من طرف سلاطين المغرب (فادان 1665، تاكنت 1680، شنقيط 1730، تيشت 1789)، وكذا الزيارات التفقدية التي كانت تقام بشنقيط (موريتانيا حاليًا) (مولاي رشيد، إسماعيل بن الشريف، عبد الله بن إسماعيل). وأيضًا تنصيب أمراء بعض الإمارات في موريتانيا، مثل أدرار والترارزة. وهذه الأخيرة استمر أمراؤها في علاقتهم مع سلاطين الدولة العلوية، و زاروا أكثر من واحد منهم سلاطين المغرب حتى عهد السلطان عبد الحفيظ بن الحسن. ومن إمارة الترارزة، محمد فال ولد عمير الذي التحق بالمغرب سنة 1958، معلنًا بيعته للملك محمد الخامس ومتبنيا مطالب المغرب بضم موريتانيا. راجع كتاب "حوادث السنين: أربعة قرون من تاريخ موريتانيا وجوارها" للمؤلف المختار بن حامد. https://dawa.center/file/6043 [بحاجة لمصدر أفضل]

### حجج قانونية
المعاهدات التي وُقعت بين الدول الكبرى نهاية القرن 19 وبداية القرن 20، مثل البروتوكول الفرنسي الإسباني سنة 1900، ومعاهدة الجزيرة الخضراء سنة 1906. جميع هذه النصوص القانونية تؤكد أنَّ حدود المغرب تمتد إلى نهر السنغال، مشتملة بالتالي إقليم شنقيط (موريتانيا حاليًا).

### حجج دينية
المفهوم الغربي للتراب أو الإقليم المبنية على معطيات جغرافية وتاريخية تؤكد على سيادة سلطة أو دولة معينة على إقليم ما.[وفقًا لِمَن؟] وفي المفهوم الإسلامي الذي يربط السيادة برابطة دينية[وفقًا لِمَن؟]، هي البيعة.[بحاجة لمصدر] هكذا يعتبر المغرب أنَّ بيعة الموريتانيين، أو جزء مهم منهم على الأقل، التي كان يتلقاها السلاطين العلويين، إضافة إلى إقامة الخطبة باسمهم، دليل على سيادة المغرب على هذا الإقليم.